# Diethen
Diethen (westallgäuerisch: Diǝtǝ) ist ein Gemeindeteil der Marktgemeinde Scheidegg im bayerisch-schwäbischen Landkreis Lindau (Bodensee).

## Geographie
Die Einöde liegt circa einen Kilometer südwestlich des Hauptorts Scheidegg und zählt zur Region Westallgäu. Nördlich der Ortschaft verläuft der Lindentobelbach, der auch die Staatsgrenze zu Möggers in Vorarlberg bildet.

## Ortsname
Der Ortsname bezieht sich auf den Personennamen Diete oder den Familiennamen Diet und bedeutet somit (Ansiedlung) des Dieth.
Der Ortsname wechselte historisch zwischen Dietenreute, Diezenreute und Oberreute.

## Geschichte
Diethen wurde urkundlich erstmals 1561 mit Hans Megerlin von Diezenreuti erwähnt. Die Ortschaft gehörte einst dem Gericht Kellhöfe in der Grafschaft Bregenz an. 1818 wurde ein Wohngebäude im Ort gezählt.